# Liebschützberg
Liebschützberg es un municipio situado en el distrito de Sajonia Septentrional, en el estado federado de Sajonia (Alemania). Tiene una población estimada, a fines de noviembre de 2023, de 2894 habitantes.